# Такалай
Такалай (кум. Такъалай) — село в Буйнакском районе Дагестана. Входит в состав сельского поселения «Сельсовет „Халимбекаульский“».

## Географическое положение
Расположен в 9 км к северо-востоку от районного центра города Буйнакск, на реке Шураозень. Находится на берегу озера Аккёль, неподалёку расположено озеро Чубурчакель.

## Население
| 1926 | 1970 | 1989 | 2002 | 2010 | 2021 |
| ---- | ---- | ---- | ---- | ---- | ---- |
| 15   | ↗147 | ↗254 | ↗339 | ↗415 | ↘353 |

Национальный состав
По данным Всероссийской переписи населения 2021 года:
| №        | Национальность | Численность, чел. | Доля    |
| -------- | -------------- | ----------------- | ------- |
| 1        | кумыки         | 349               | 98,86 % |
| 1.000001 | не указавшие   | 0                 | 0 %     |
| 1.000002 | прочие         | 4                 | 1,13 %  |
| 1.000003 | всего          | 353               | 100 %   |